# Wangen an der Aare
Wangen an der Aare ist eine politische Gemeinde und Hauptort des Verwaltungskreises Oberaargau des Kantons Bern in der Schweiz.
Das Städtchen mit dem historischen Stadtkern liegt in einer ländlichen Umgebung direkt am grossen Mittelland-Fluss Aare zwischen den Städten Olten und Solothurn, gehört jedoch zum bernischen Oberaargau. Über den Fluss führt eine alte gedeckte Holzbrücke. Wangen an der Aare war auch Hauptort des ehemaligen, gleichnamigen Amtsbezirks. Im Gemeindegebiet mündet das kleine Flüsschen Ösch als Mühlbach in die Aare.
Nachbargemeinden sind Attiswil, Wiedlisbach, Walliswil bei Wangen, Inkwil,  Heimenhausen im Kanton Bern und Deitingen, Flumenthal und Subingen im Kanton Solothurn.

Luftbild von Walter Mittelholzer (1932)

## Geschichte
Wangen dürfte in der Mitte des 13. Jahrhunderts von den Grafen von Kyburg gegründet worden sein. Das Wort Wang(en) bedeutet Gelände am Fuss eines Abhanges, hier wohl der Abhang der nahen Jurakette. Wangen gehörte zusammen mit Ursenbach, Huttwil und Herzogenbuchsee zum kyburgischen Landgericht Herzogenbuchsee (Hochgericht). In der zweiten Hälfte des 14. Jahrhunderts wurde Wangen mehrfach verpfändet. Nach dem Guglerkrieg fiel Wangen an die Neu-Kyburger zurück. Nach dem Burgdorferkrieg, dem Höhepunkt im Konflikt um die Landgrafschaft Burgund, verlegte Graf Rudolf II. von Kyburg seinen Herrschaftssitz von Burgdorf nach Wangen. 1385 verpfändeten die Kyburger die Stadt an Hemman von Grünenberg und wollten sie 1387 an Habsburg verkaufen, das jedoch nach der Schlacht bei Sempach auf seine Territorien in der Westschweiz verzichten musste. Im Jahr 1406 sahen sich die Grafen Berchtold und Egon von Kyburg, die letzten ihrer Familie, gezwungen, die Stadt Wangen an Bern abzutreten. Bern löste die Grünenberg’sche Pfandschaft aus und erwarb auch sämtliche habsburgischen Rechte. Im Jahr 1408 sandte Bern den Zimmermeister Heinrich Gruber als ersten Landvogt für 15 Jahre nach Wangen, mit dem Auftrag, die Stadt stärker zu befestigen und eine neue Brücke über die Aare zu bauen. Der Landvogt verfügte dazu über den grössten Anteil der Einkünfte aus seinem Verwaltungsgebiet. Die Vogtei Wangen war später die einträglichste bernische Landvogtei.
Mit dem Ende der Aareschifffahrt im 19. Jahrhundert geriet die Kleinstadt in eine wirtschaftliche Krise. Beim Bau der Bahnstrecke Olten–Solothurn erhielt Wangen an der Aare einen eigenen Bahnhof.
Seit 1968 ist der Autobahnanschluss der A1 bei Wangen an der Aare, gelegen auf Gebiet des Nachbarstädtchens Wiedlisbach, in Betrieb. Am 1. Januar 2024 wurde die ehemalige Gemeinde Wangenried nach Wangen an der Aare eingemeindet. Wangenried wurde dadurch zu einem Ortsteil von Wangen.

## Wappen
In Silber zwei gekreuzte blaue Schlüssel. Die Schlüssel Petri gehen auf das zähringische Hauskloster St. Peter im Schwarzwald zurück, dem im Oberaargau reicher Grundbesitz gehörte. Das Wappen ist seit 1380 belegt.

## Waffenplatz
An die Geschichte als militärischer Stützpunkt knüpft der heutige Waffenplatz der Schweizer Armee an. Die Lagerhäuser am Fluss bildeten den Grundstein. Im Ersten Weltkrieg waren dort Feldhaubitzen-Verbände stationiert. Heute ist Wangen an der Aare das Zentrum der Transporttruppen und ein Ausbildungsplatz der Katastrophenhilfe- und Rettungsformationen. Auch die Pontoniere (Teil der Pioniertruppe, die in der Schweiz Genietruppe heisst) üben hier.

## Wirtschaft

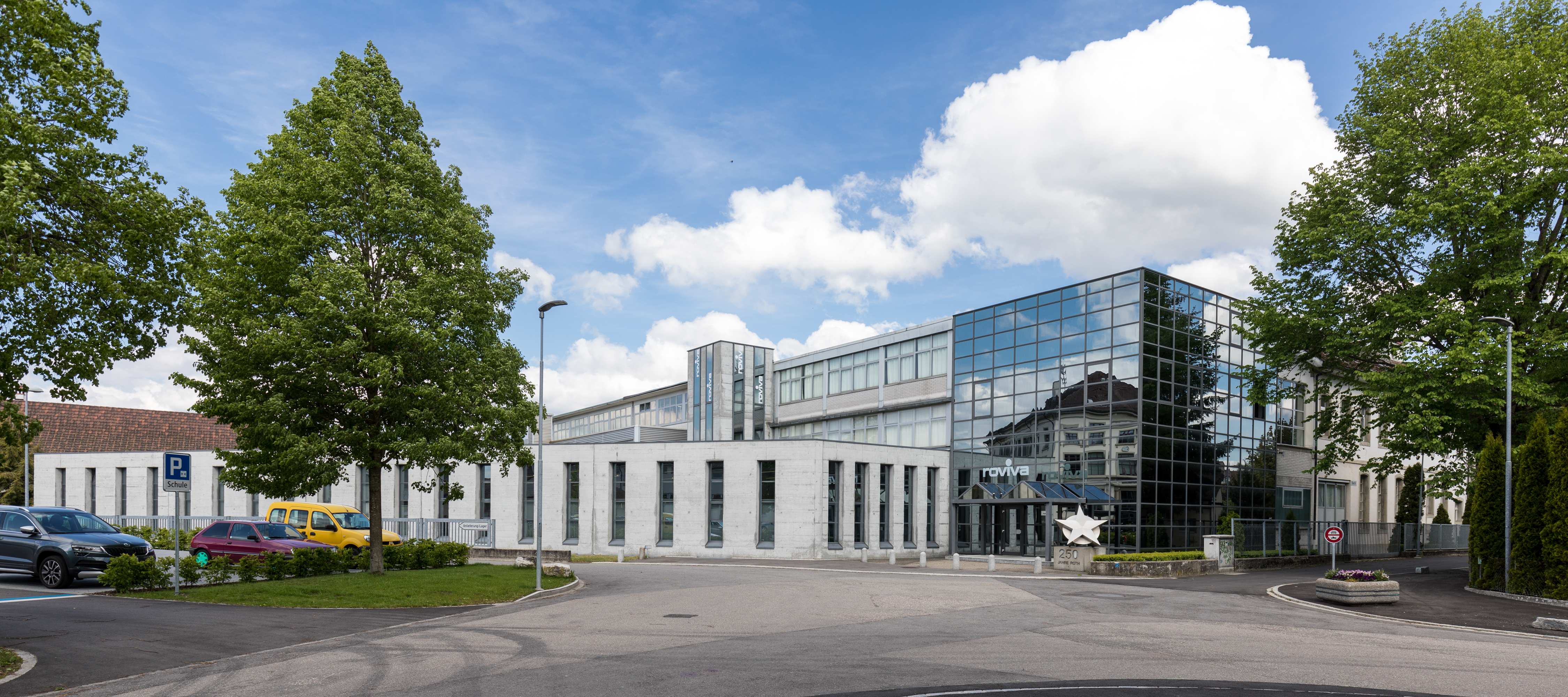
Roviva Roth & Cie AG

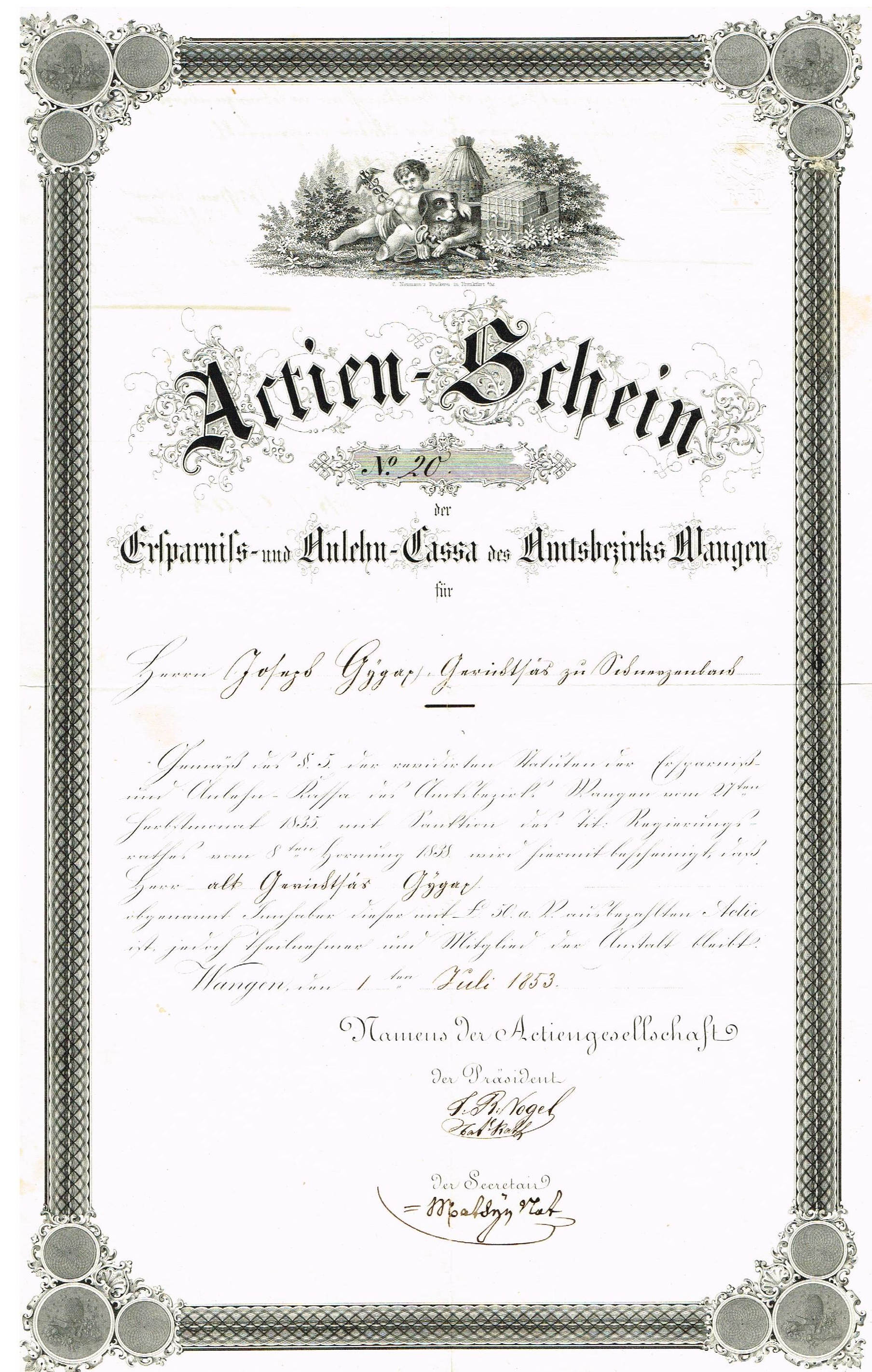
Aktie der Ersparnis- und Anlehn-Cassa des Amtsbezirks Wangen vom 1. Juli 1853

Zur Verbesserung der wirtschaftlichen Situation entstand 1824 auf Initiative des Oberamtmannes von Wangen Rudolf Emanuel Effinger von Wildegg die «Ersparnis- und  Anlehn-Cassa  des  Oberamts Wangen» als Aktiengesellschaft mit einem Kapital von 10'000 Pfund. Aus ihr wurde später die «Ersparniskasse des Amtsbezirks Wangen», die als Regionalbank im Amtsbezirk Wangen fungierte. 1994 wurde die Ersparniskasse von der Schweizerischen Bankgesellschaft übernommen.
Aus einer schon 1748 erwähnten Rosshaarspinnerei entstand die heute noch bestehende Bettwarenfabrik Roviva Roth & Cie AG. Aus dem frühen 19. Jahrhundert ist ebenfalls eine Textilfärberei bekannt. Dieser Industriezweig fand seine Fortsetzung in der bis in die 1980er Jahre in Wangen angesiedelten Textilkonfektion (Howald, Schweizer, Nabholz). Gemäss der Volkszählung 2000 arbeiten rund 60 % der erwerbstätigen Bewohner ausserhalb der Gemeinde.

## Verkehr
Die am Nordrand von Wangen verlaufende Autobahn A1 Genf – St. Margrethen kreuzt an der Anschlussstelle Wangen an der Aare die Hauptstrasse 22 Murten – Herzogenbuchsee, die als Umfahrungsstrasse am Rande des Ortes verläuft. Der Bahnhof Wangen an der Aare liegt an der Bahnstrecke Olten–Solothurn.

## Sehenswürdigkeiten
- Schloss
- Reformierte Pfarrkirche (ehemaliges Benediktinerpriorat) (13. Jahrhundert)
- Pfarrhaus (13. Jahrhundert)
- Gedeckte Holzbrücke (15. Jahrhundert)
- Zeitglockenturm
- Historischer Stadtkern
- Salzhaus
- Alte Kaserne
- ehemaliges Badehaus auf dem heutigen Bauernhof Hess (Richtung Wangenried/Deitingen)
- Bauernhof mit Nebengebäude auf dem Friedberg
- Bauten von Alfred Roth
- Katholische Kirche St. Christophorus, erbaut 1961–62 durch Walter Moser.

## Bilder

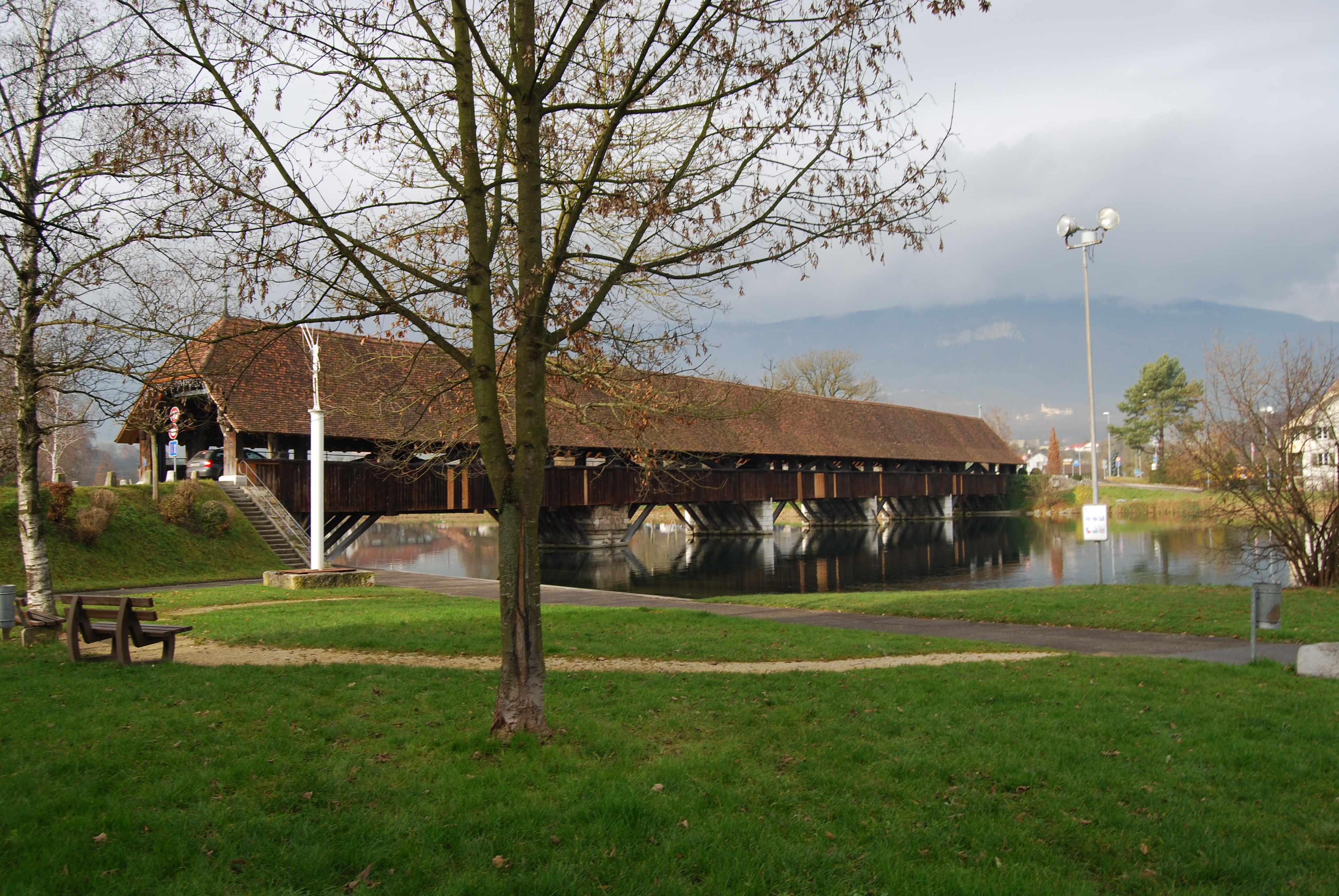
Holzbrücke
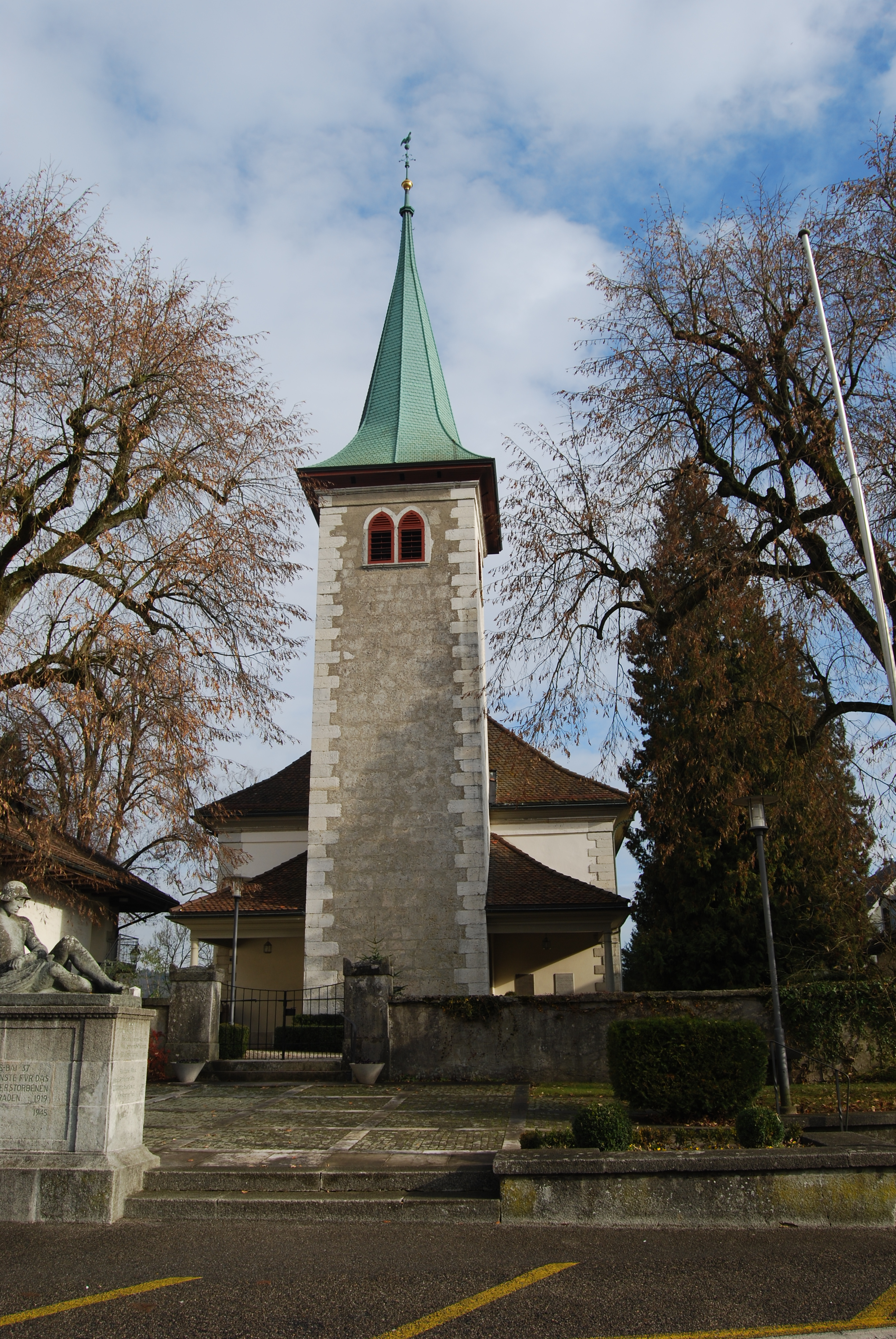
Reformierte Kirche
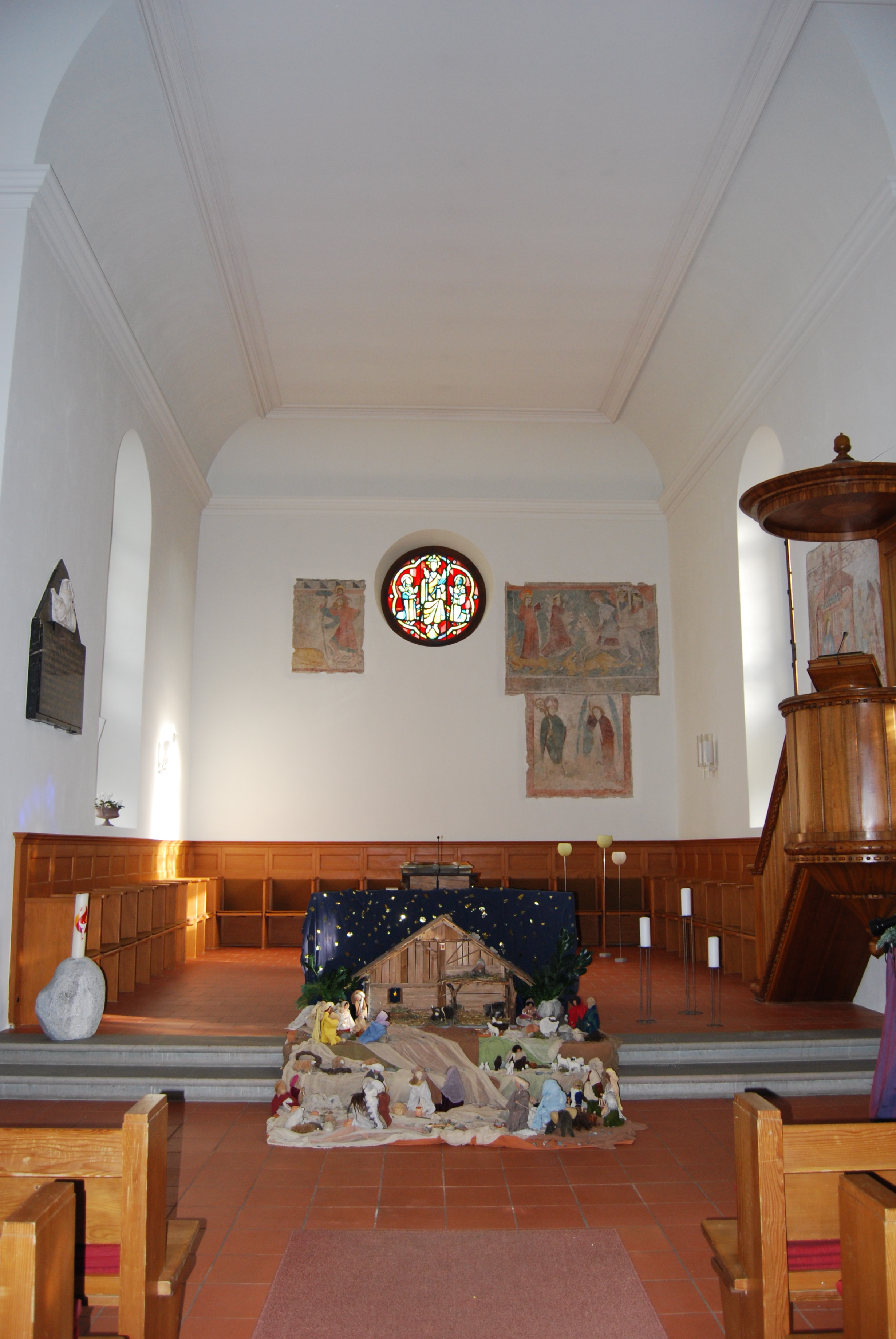
Mittelalterliche Fresken im Innern der Kirche
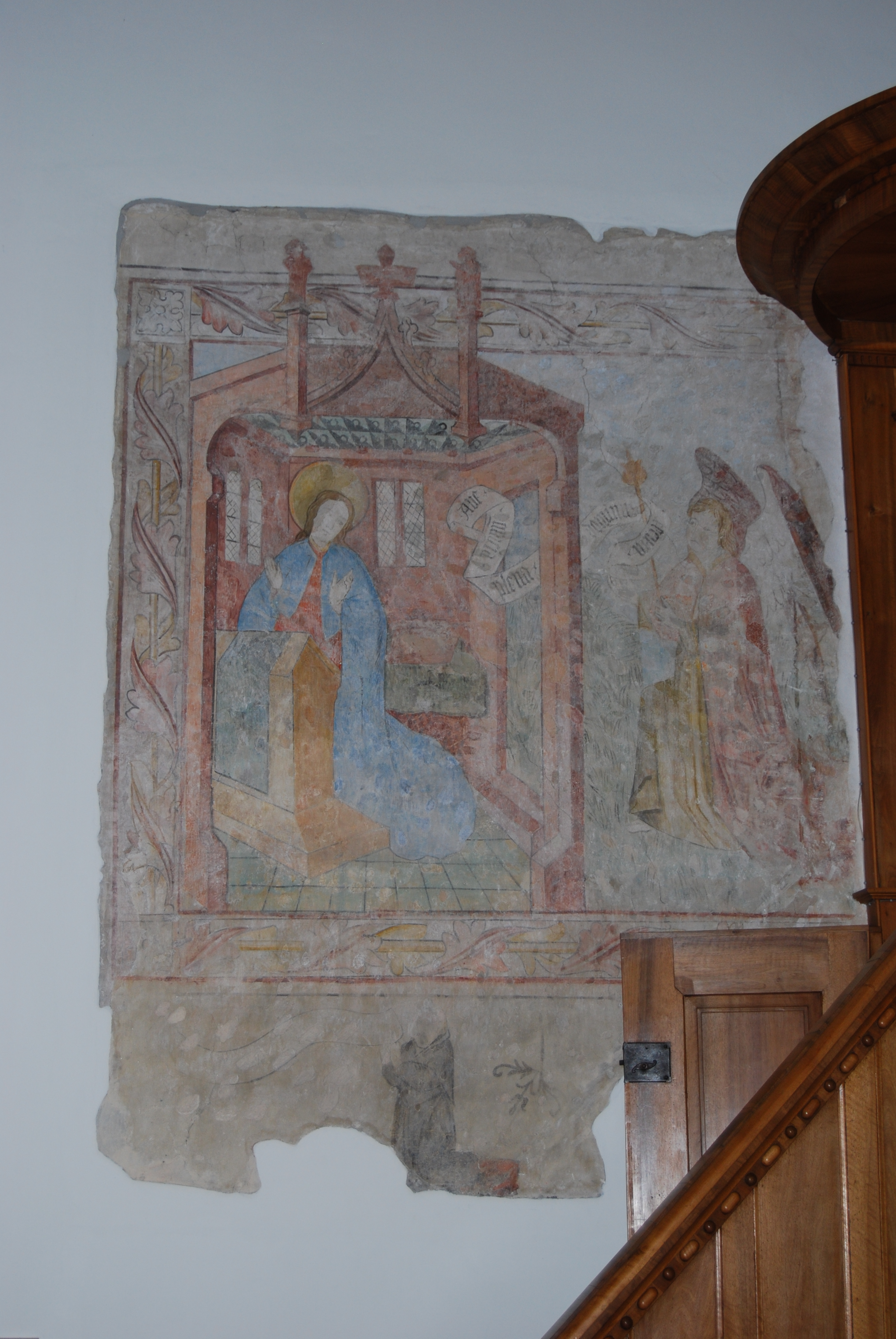
Fresken in der Kirche
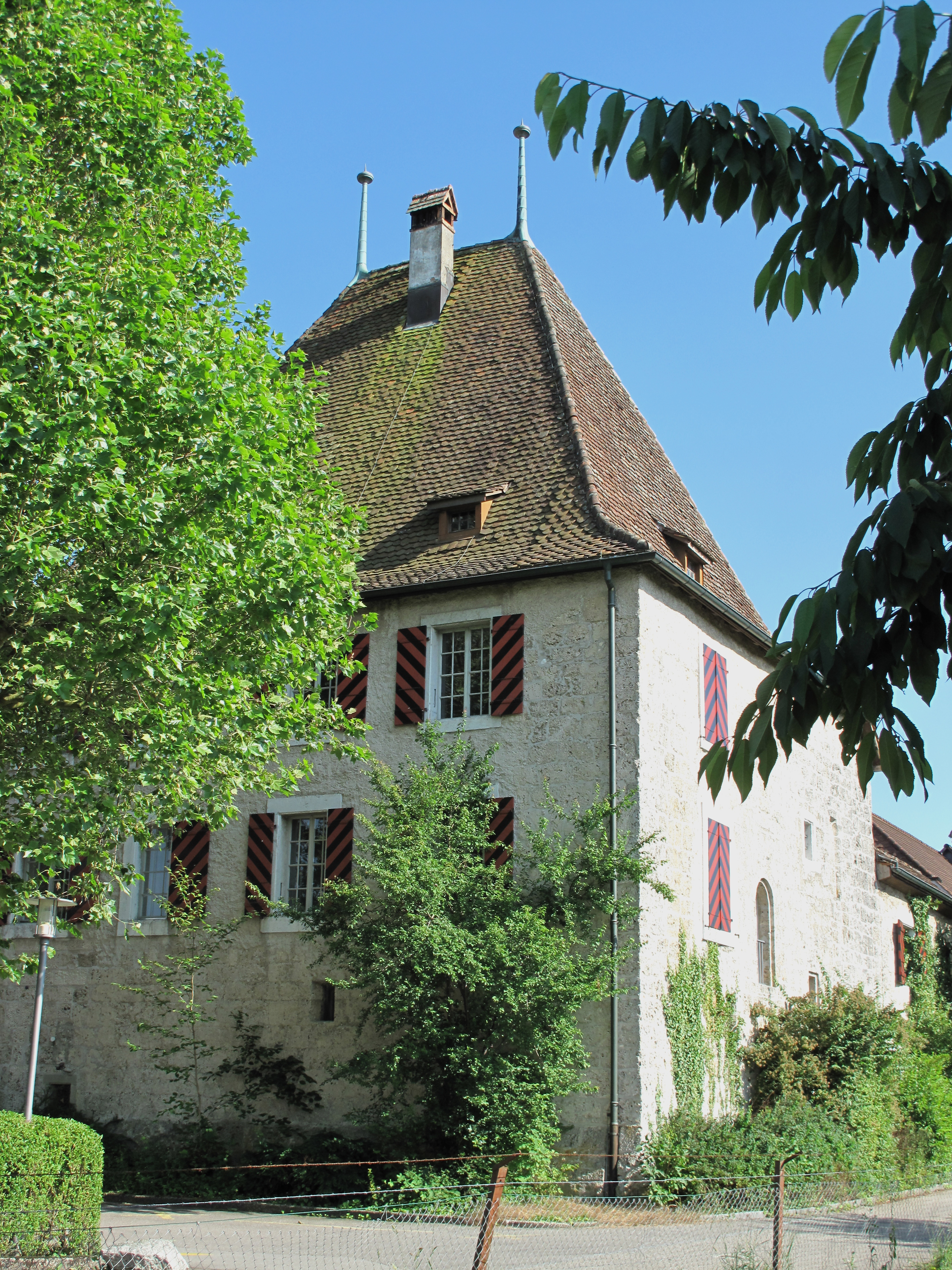
Pfarrhaus
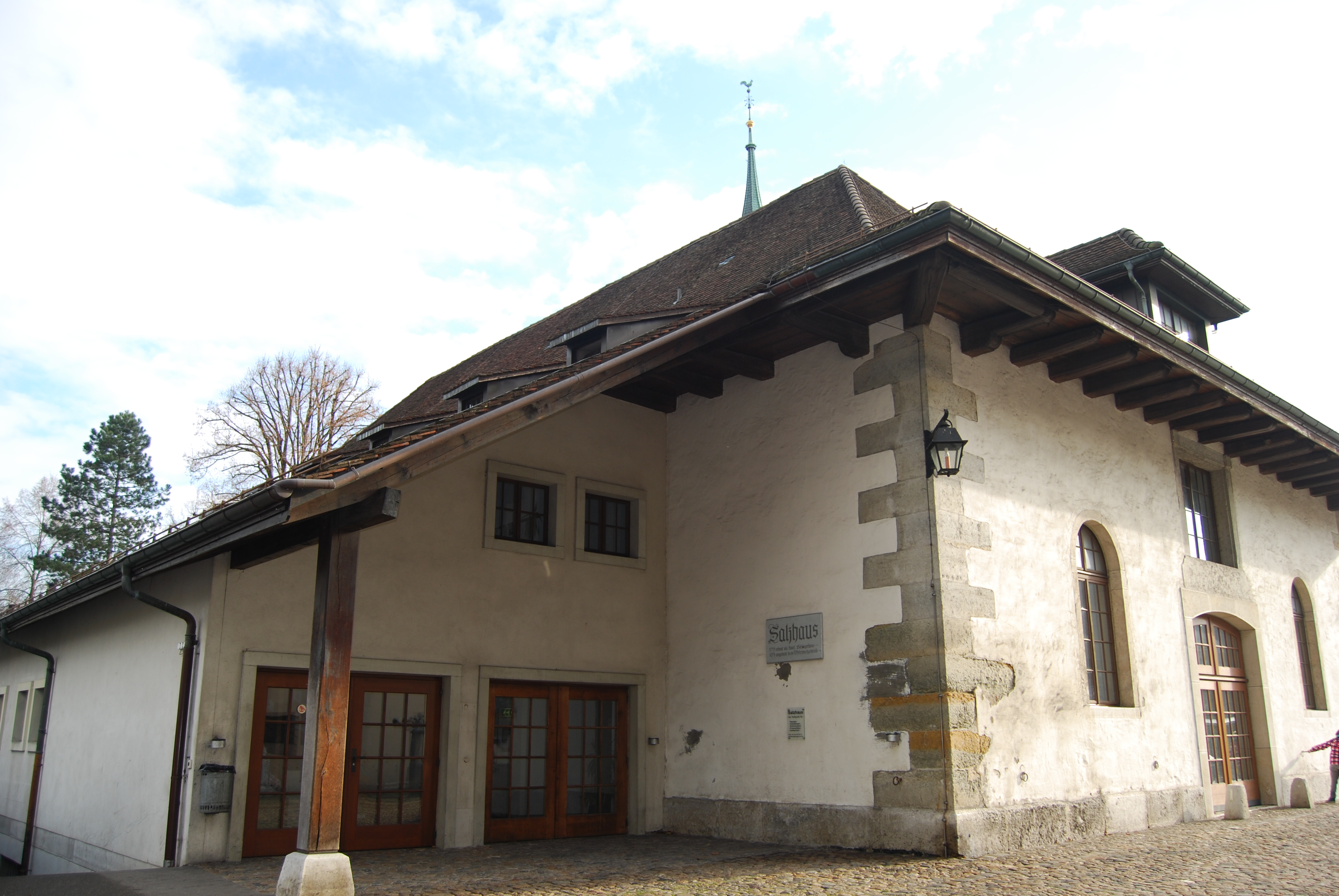
Salzhaus

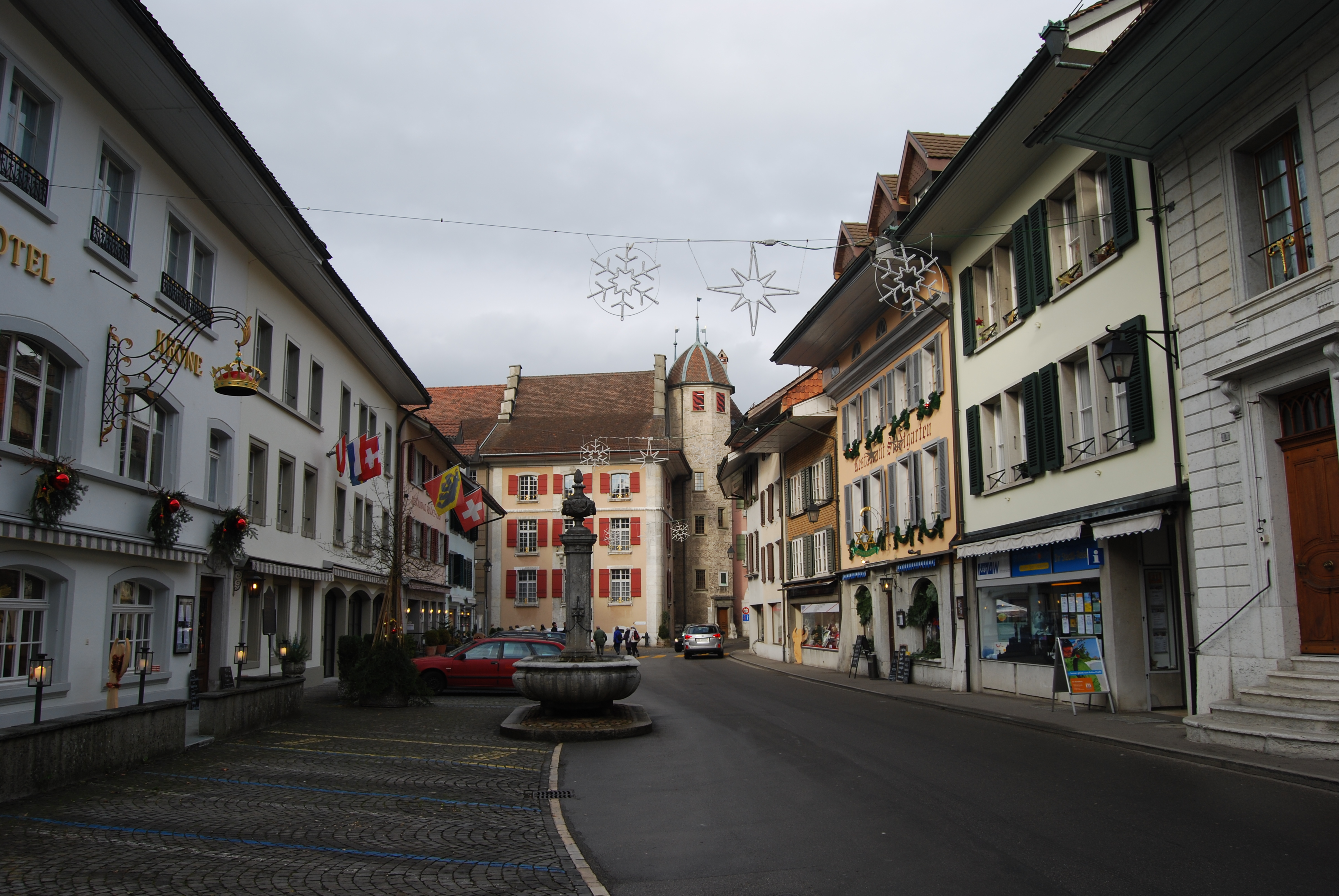
Altstadt
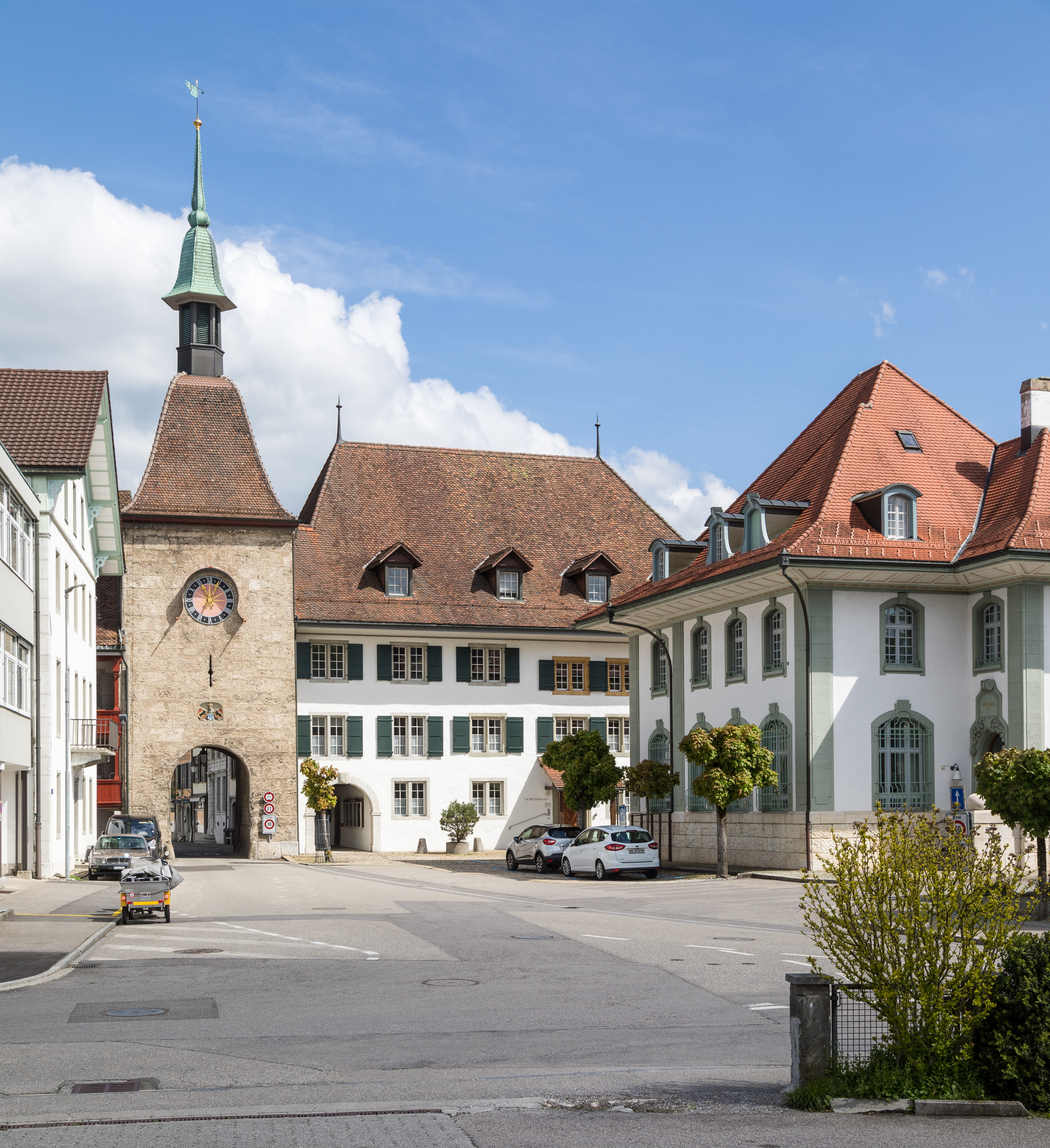
Zeitglockenturm, Gemeindehaus und «Alte Kasse»
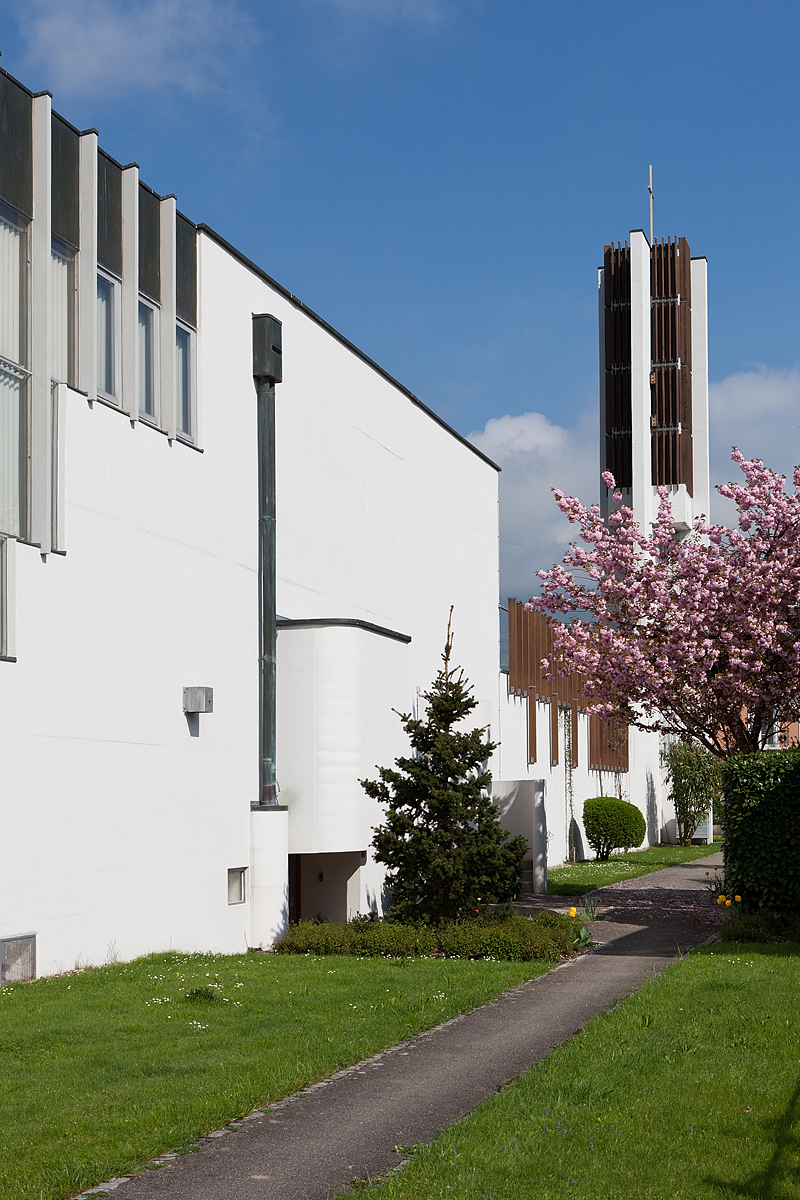
Katholische Kirche St. Christophorus
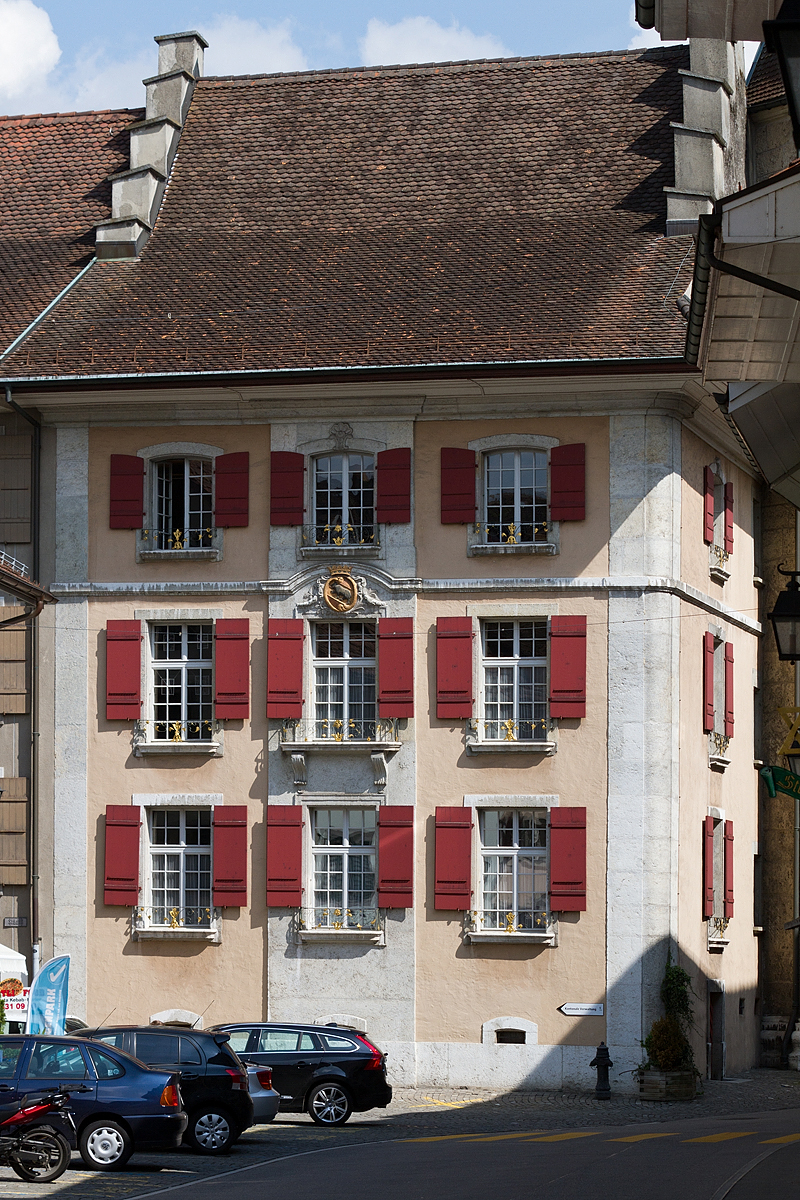
Schloss
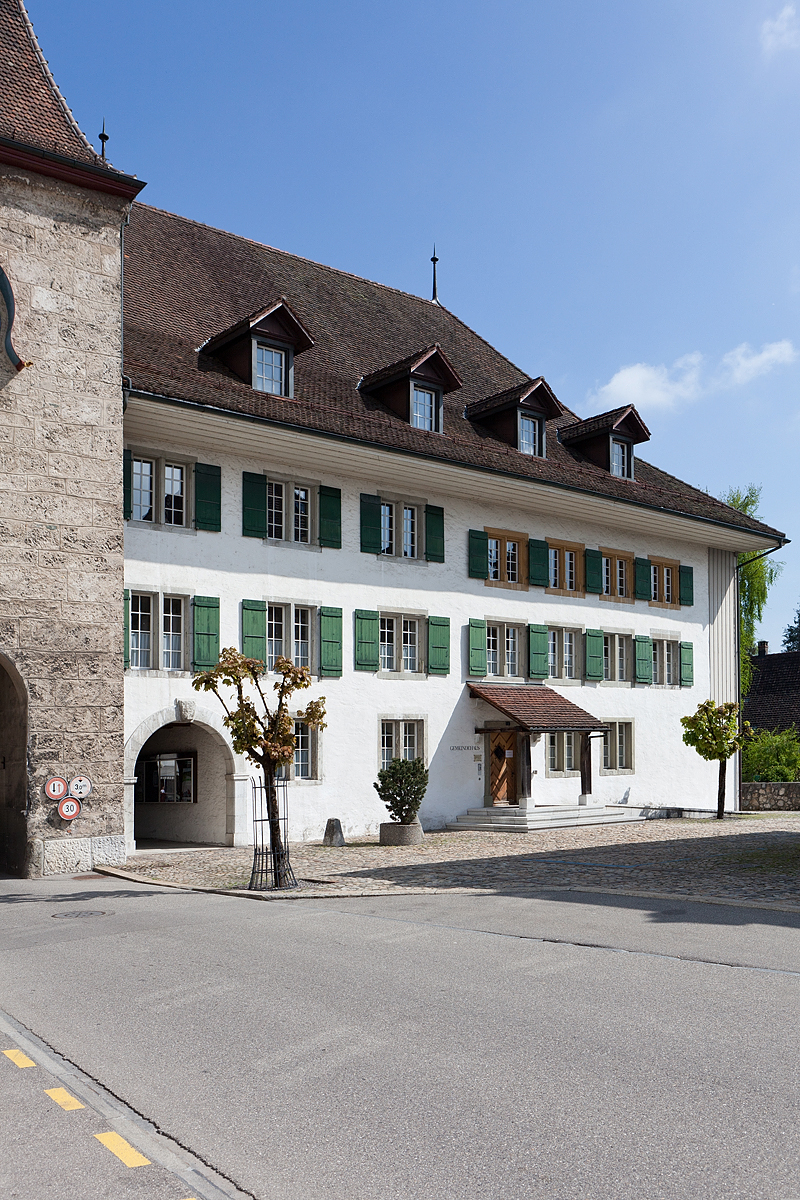
Gemeindehaus
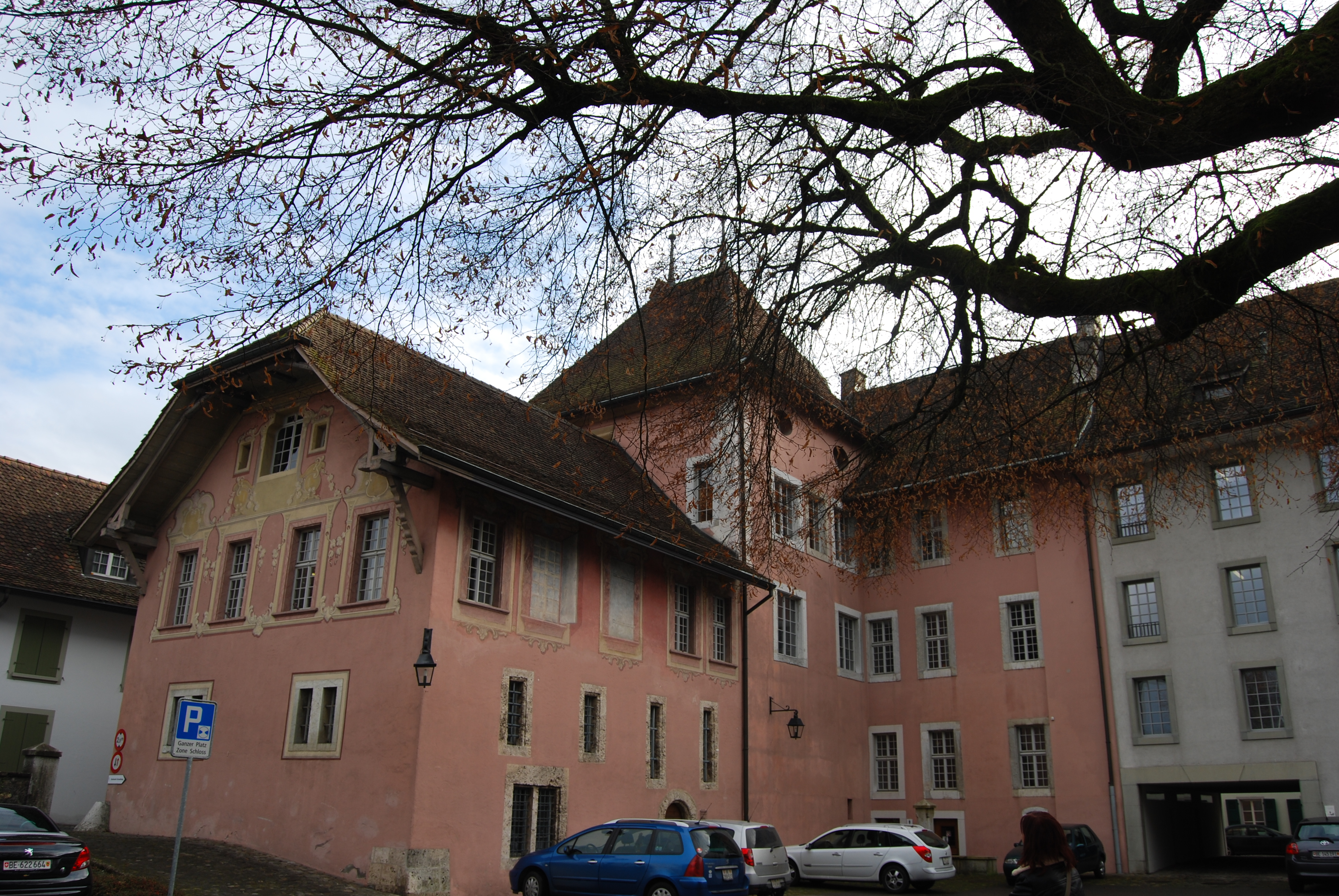
Schloss Wangen

## Gemeindepartnerschaft
Am 1. Juli 2018 wurde eine Urkunde über die Gemeindepartnerschaft mit der slowenischen Gemeinde Bled auf der Burg von Bled unterzeichnet. Eine Freundschaft zwischen den Gemeinden bestand schon seit einigen Jahren wegen des Wirkens des in Wangen geborenen Arnold Rikli als Naturheiler in Bled.

## In Wangen geboren
- Karl Friedrich Morell (1759–1816), Botaniker, Chemiker und Apotheker
- Johann Rudolf Vogel (1810–1891), Landwirt und Politiker, Nationalrat
- Arnold Rikli (1823–1906), Naturheiler und Begründer der Heliotherapie
- Samuel Friedrich Rikli (1829–1885), Unternehmer und Politiker
- Helene Roth (1887–1966), Malerin
- Alfred Roth (1903–1998), Architekt
- Walter Vogel (1923–1990), Entomologe
- Susanne Stöcklin-Meier (* 1940), Spielpädagogin und Autorin
- Pedro Meier (* 1941), Künstler und Schriftsteller. Pedro Meier ist der Sohn des Schriftstellers Gerhard Meier

Weitere Persönlichkeiten
- Anton Herport (1646–1688), evangelischer Geistlicher